# 박상조
박상조(朴祥朝, 1945년 12월 24일~)는 대한민국의 배우이다.
1964년 연극배우로 첫 데뷔하였으며 1969년 MBC 문화방송 공채 1기 탤런트로 정식 데뷔를 하였다.

## 출연작

### 영화
- 1987년 《박철수의 헬로임꺽정》
- 1986년 《서울황제》

### 드라마

#### MBC
- 1977년 《특파원 001》
- 1977년 《타국》
- 1977년 《옥녀》
- 1978년 《X 수색대》
- 1978년 《바람은 불어도》
- 1979년 《거인의 숲》
- 1979년 《한국인》
- 1980년 《의친왕》 - 우치다 역
- 1980년 《전원일기》 - 방앗간 임씨, 이장 박봉삼 등 각종 단역
- 1981년 《제1공화국》 - 김상돈 역
- 1981년 《민족풍속도》
- 1982년 《백산 안희제》
- 1983년 《인간의 문》
- 1983년 《3840 유격대》
- 1984년 《애처일기》
- 1984년 《조선총독부》
- 1985년 《억새풀》
- 1986년 《생인손》
- 1986년 《조선왕조오백년 - 남한산성》 - 청 태종 역
- 1987년 《우리들의 신부》
- 1987년 《인생화보》
- 1987년 《아름다운 밀회》
- 1987년 《부초》 - 규오 역
- 1987년 《남태평양 3000마일》
- 1988년 《돈》
- 1988년 《선생님 우리 선생님》
- 1988년 《그것은 우리도 모른다》
- 1988년 《또래와 뚜리》 - 일두 부 역
- 1988년 《그 겨울의 긴 계곡》
- 1989년 《유산》 - 임 사장 역
- 1989년 《황제를 위하여》
- 1989년 《초대받지 않은 여행》
- 1989년 《제2공화국》 - 제4대 중앙정보부장 김형욱 역
- 1989년 《천사의 선택》도계 광업 근로자 전담 병원 사무장역
- 1990년 《내 친구 천사》 - 명구 외삼촌 역
- 1991년 《행복어사전》
- 1992년 《질투》
- 1992년 《마포 무지개》
- 1992년 《우리들의 천국》
- 1993년 《제3공화국》 - 제4대 중앙정보부장 김형욱 역
- 1994년 《도전》
- 1995년 《거미》
- 1995년 《제4공화국》 - 서동권 검사 역
- 1996년 《서울 하늘 아래》
- 1997년 《불꽃놀이》
- 1998년 《마음이 고와야지》 - 성은 부 역
- 1999년 《국희》
- 1999년 《육남매》
- 2000년 《느낌이 좋아》
- 2000년 《날마다 행복해》
- 2000년 《뜨거운 것이 좋아》
- 2001년 《홍국영》 - 강상만 역
- 2002년 《어사 박문수》 - 지 서방 역
- 2003년 《죽도록 사랑해》 - 송씨 역
- 2003년 《남자의 향기》 - 김 형사 역
- 2010년 《김수로》 - 국신사 역

#### KBS
- 1995년 KBS2 《바람의 아들》
- 1996년 KBS1 《용의 눈물》 - 왕득명 역
- 1997년 KBS2 《파랑새는 있다》
- 2000년 KBS1 《태조 왕건》 - 은부 역
- 2003년 KBS2 《장희빈》 - 목내선 역
- 2004년 KBS2 《해신》 - 중 달(배역:강성필)의 아버지 도장 역 (특별출연)
- 2008년 KBS2 《대왕 세종》 - 이종무 역
- 2021년 KBS1 《태종 이방원》 - 조민수 역

#### SBS
- 1993년 《머나먼 쏭바강》 - 주월사령부 사이공 탄손누트공항 T.M.O 주임상사 서상태 상사 역
- 1995년 《모래시계》
- 1995년 《코리아게이트》
- 1999년 《순풍 산부인과》
- 2000년 《줄리엣의 남자》
- 2001년 《여인천하》 - 김극핍 역

#### EBS
- 1995년 《언제나 푸른 마음》
- 2004년 《깡순이》 - 김학수 역